# 陛下

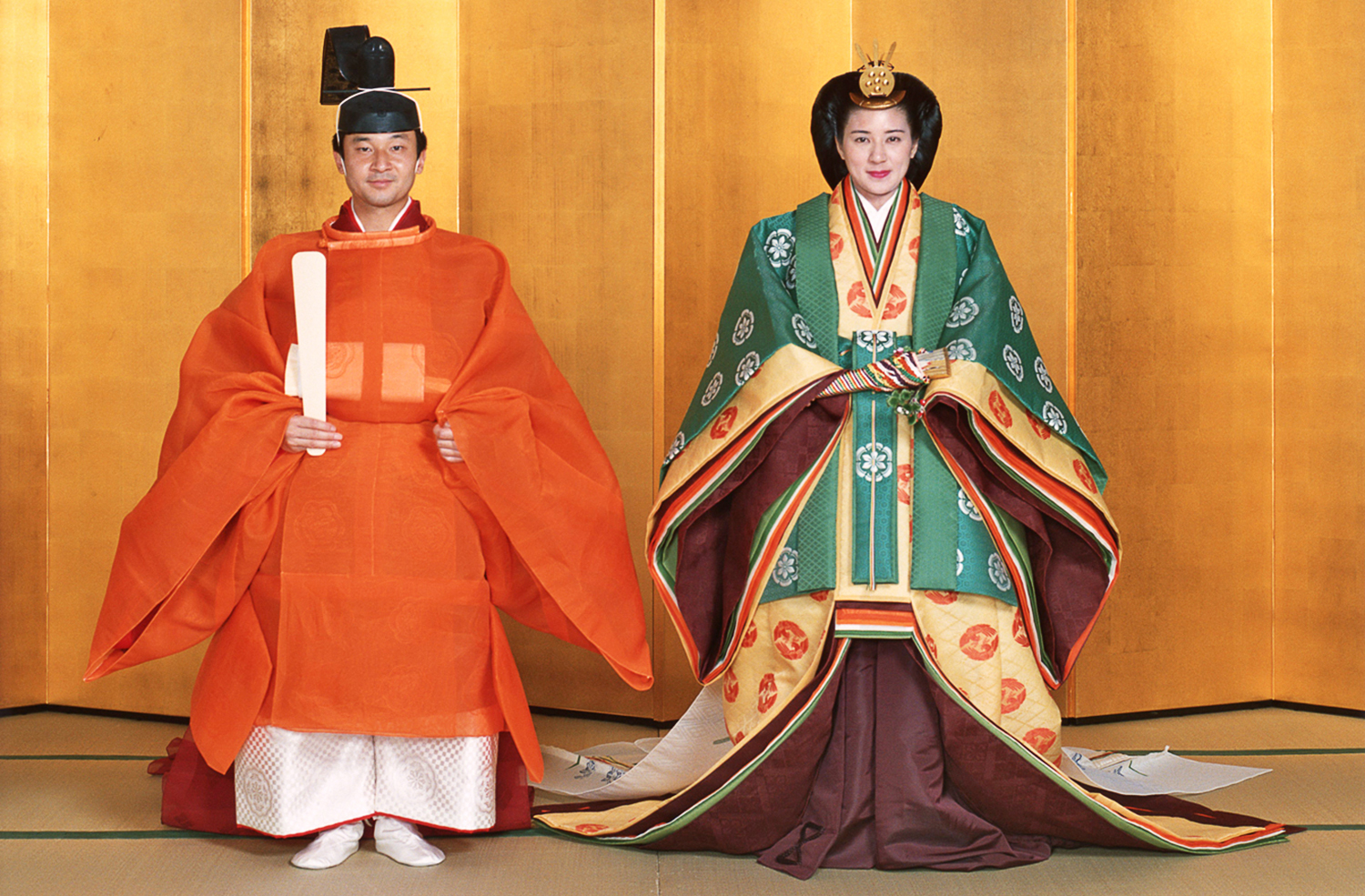
徳仁親王（現：天皇）と小和田雅子（現：皇后）の結婚の儀（1993年）

陛下（へいか）は、君主に対する尊称の一つ。日本では天皇・上皇・三后（皇后・皇太后・太皇太后・上皇后）に対して用いられる。また、外国の皇帝や国王・女王・王妃への尊称の訳語としても使用されている。かつての中国でも天子（皇帝）に対して用いられていた。

## 用語
「陛」とは宮殿の階段のことで、「陛下」とは「階段の下」を意味し、尊敬の対象に直接呼び掛けることを忌むことで敬意を示す。漢語としての「陛下」は、漢代に中国の皇帝の敬称として用いられたことに始まる。後漢の蔡邕の説によれば、皇帝に上奏する者は陛の下にいる侍衛の臣にその内容を告げて奏し、侍衛の臣が上奏者に代わって上奏したことに由来するという。
また外国の皇帝・国王・女王・スルタン・皇后・王妃などに対する尊称（英語: Your/His/Her〈Imperial, Royal, etc.〉Majesty）の訳語としても使用されている。

## 各国

### 中国
最初に皇帝を称したのは秦の始皇帝だが、秦代の人は「皇帝」と直接に書いていた。「陛下」は漢代に使われるようになり、「皇帝陛下」と続ける表現はさらに後である。

### 日本
日本では757年（天平宝字元年）に『養老令』儀制令において天皇に上奏する際の敬称として定められ今日に至るまで在位中の天皇（今上天皇）の敬称として用いられている。江戸時代までは、在位の天皇に対してのみ使用される敬称であった。
1889年（明治22年）の旧皇室典範の制定により、三后（皇后・皇太后・太皇太后）の敬称としても従来の「殿下（でんか）」に代えて採用され、この四者以外の皇族（男性：親王・王、女性：親王妃・王妃・内親王・女王）の敬称としては「殿下」が採用された。
1947年（昭和22年）に制定された現行の皇室典範においても第23条第1項において「天皇、皇后、太皇太后及び皇太后の敬称は、陛下とする。」、同条第2項において「前項の皇族以外の皇族の敬称は、殿下とする。」と定められている。また、2017年（平成29年）に制定された天皇の退位等に関する皇室典範特例法においては、上皇・上皇后についてもその敬称を「陛下」と定めているが、マスコミでは「皇后陛下」、「上皇陛下」、「上皇后陛下」、「上皇・上皇后両陛下」と報道することはほとんどなく、多くは「皇后さま」、「上皇さま」、「上皇后さま」、「上皇ご夫妻」と報道している。
宮内庁では、天皇、皇后、上皇、上皇后のそれぞれ個人に対して「陛下」、あるいは天皇・皇后の2人、上皇・上皇后の2人を合わせて「両陛下（りょうへいか）」を付けて表記している。
2025年5月12日現在の皇室構成員16名の内、敬称に「陛下」が付けられる者は以下の4名（他の皇族12名への敬称は「殿下」）。
- 天皇皇后両陛下（てんのうこうごうりょうへいか）
  - 天皇陛下（てんのうへいか）：徳仁（第126代天皇、今上天皇）
  - 皇后陛下（こうごうへいか）：皇后雅子（小和田雅子）
- 上皇上皇后両陛下（じょうこうじょうこうごうりょうへいか）
  - 上皇陛下（じょうこうへいか）：明仁（第125代天皇）
  - 上皇后陛下（じょうこうごうへいか）：上皇后美智子（正田美智子）

### 朝鮮
朝鮮では中国の冊封下にあるという立場から、国王・王妃・王大妃・大王大妃 に対して「殿下」を使用したが、1894年に独立を宣言してからは敬称を「陛下」に改め、大韓帝国成立後は皇帝・皇后・皇太后の敬称とした。
韓国の時代劇の日本語吹替や字幕では「殿下」と言っている部分は「王様」と意訳されることが多い。モンゴル干渉期以前は君主の敬称は「陛下」だった。